# Belgische excuses aan Congo
De Belgische excuses aan Congo is een maatschappelijk debat in België over het aanbieden van excuses over de rol die het land heeft gespeeld in de wandaden die zijn gepleegd in de Congo-Vrijstaat (Onafhankelijke Congostaat) en Belgisch-Congo tussen 1885 en 1960, alsmede de kolonie Ruanda-Urundi (1924–1962). In de 21e eeuw hebben verschillende Belgische overheidsinstanties en -vertegenwoordigers excuses aangeboden voor verschillende aspecten van het Belgische koloniale bewind in Congo, Rwanda en Burundi, met name vanaf 2018. Discussies duren voort over wat voor soort excuses voor welke zaken er gepast zouden zijn en door wie deze dan dienen te worden geuit, of in welke gevallen dat niet nodig zou zijn. Daarnaast wordt er besproken hoe best om te gaan met het koloniale materiële en immateriële erfgoed, waaronder standbeelden, straatnamen en de invulling van musea.

## Politiek debat

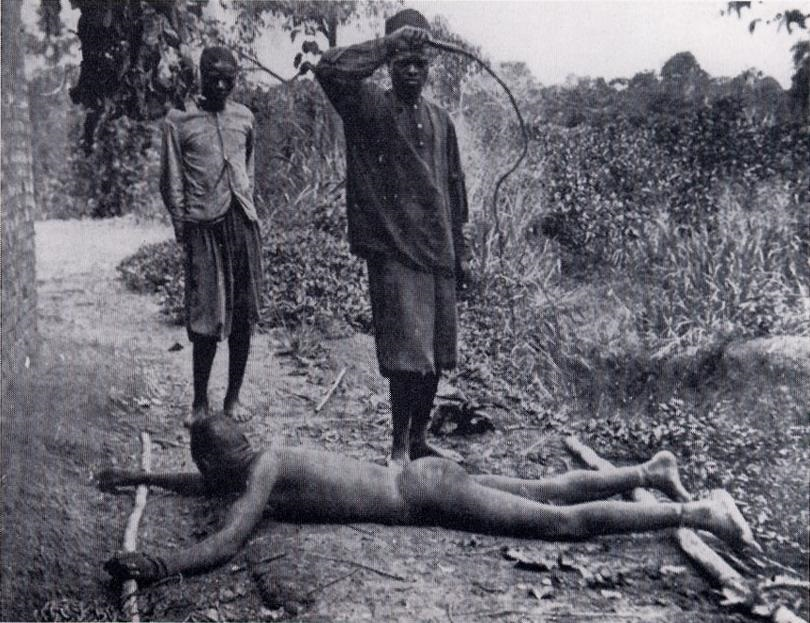
Mishandeling van een Congolees.

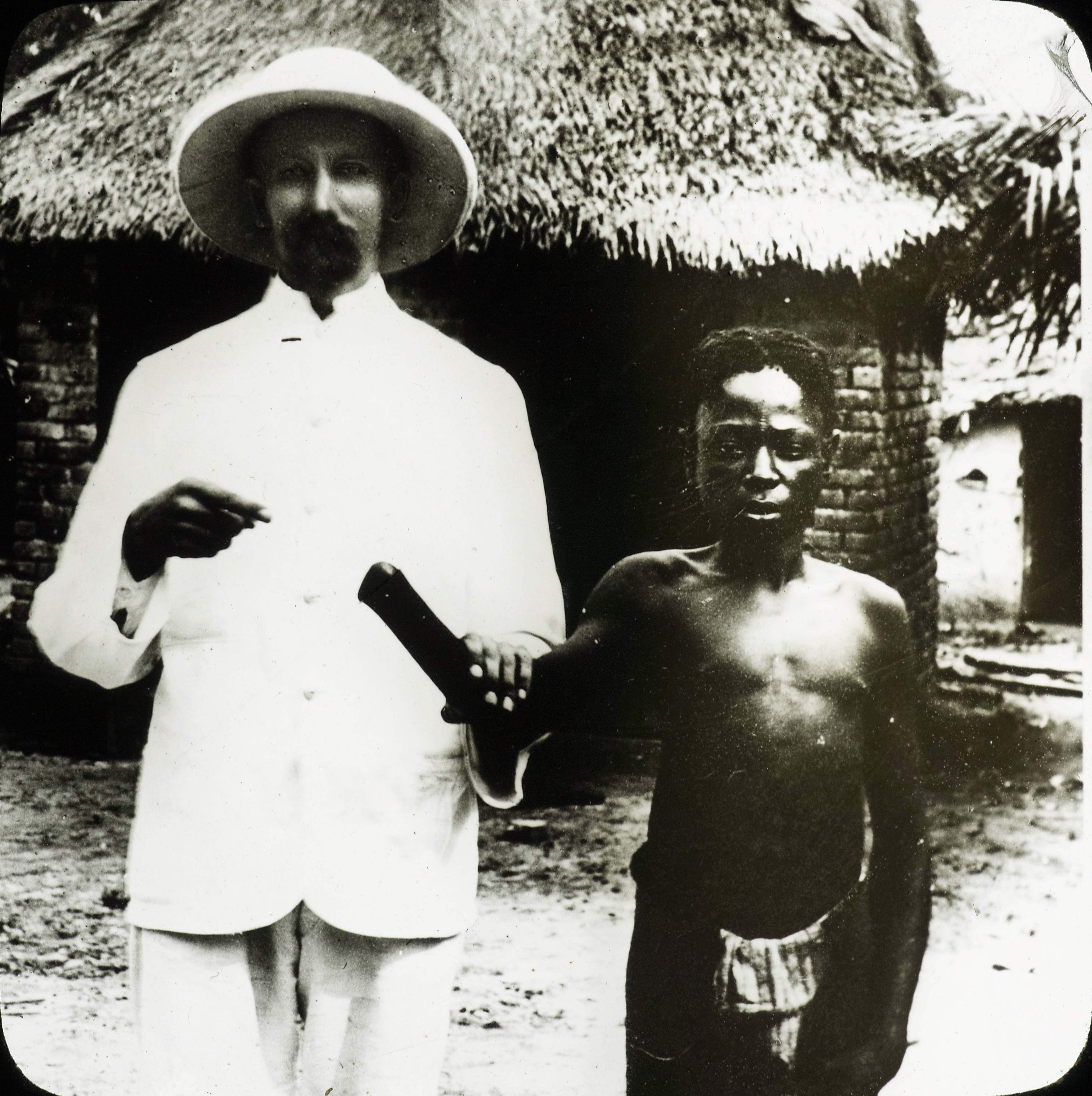
De beruchte afgehakte handen.

Geregeld worden standbeelden van koning Leopold II in België besmeurd of gevandaliseerd. Zo werd het standbeeld van Leopold op het Brusselse Troonplein al meermaals met verf beklad.

### 2018
In augustus 2018 kwam het op Pukkelpop tot een incident waarbij racistische koloniale gezangen weerklonken onder enkele festivalgangers. Dit incident werd politiek veroordeeld. De zangers werden door het openbaar ministerie verplicht om de Holocaustmuseum van de Dossinkazerne in Mechelen te bezoeken.
Na de gemeenteraadsverkiezingen van 14 oktober 2018 werd in de Brusselse gemeente Ganshoren Pierre Kompany (cdH) benoemd de eerste zwarte burgemeester van België. In het debatprogramma C’est pas tous les jours dimanche op RTL-TVI pleitte Kompany, die in Belgisch-Congo werd geboren, voor excuses namens België aan de Congolezen. In hetzelfde programma gaf MR-volksvertegenwoordiger Richard Miller aan "in eigen naam" een voorstander te zijn.
In 2018 werd na jarenlange discussies voor het eerst in België een plein vernoemd naar Patrice Lumumba, die wordt gezien als de stichter van de Congolese onafhankelijkheid, maar in 1961 werd vermoord in opdracht van de Belgische regering. Activisten wilden aanvankelijk een groter naamloos plein in buurgemeente Elsene naar Lumumba vernoemen, maar in 2016 wees burgemeester Dominique Dufourny (MR) dat voorstel resoluut af. Van november 2018 tot januari 2019 werd op Canvas de docureeks Kinderen van de kolonie uitgezonden, die nog voor de eerste aflevering een publiek debat veroorzaakte. Volgens deskundigen was dit de eerste documentaire waarbij de Belgische bevolking beelden uit Congo werd gepresenteerd 'zonder enkel te kijken door de bril van de koloniale propaganda'.

### 2019
Nadat de VN-expertencommissie Experts on People of African Descent op 12 februari 2019 een rapport publiceerde dat aangaf dat excuses voor het koloniale verleden aangewezen zouden zijn, toonden verschillende politici zich bereid het debat hierover te voeren.
Eerste minister Charles Michel (MR) vond het rapport "heel vreemd". Louis Michel, de vader van premier Michel, noemde Leopold II in 2010 nog "een held met ambitie voor een klein landje als België". De kritiek van de experten op het vernieuwde AfricaMuseum vond minister van Ontwikkelingssamenwerking Alexander De Croo (Open Vld) eveneens "erg vreemd".
Vlaams Parlementslid Sabine de Bethune (CD&V), zelf geboren in Leopoldstad in Belgisch-Congo, diende op 19 februari een resolutie in om na de federale parlementsverkiezingen van 26 mei 2019 van start te gaan met historisch onderzoek naar de wandaden van de Belgische kolonisator in Congo. Oppositiepartijen Groen, Ecolo en sp.a drongen daar reeds langer op aan. Regeringspartij Open Vld gaf aan excuses te willen overwegen na de federale parlementsverkiezingen van 26 mei 2019. N-VA-voorzitter Bart De Wever pleitte in een uitzending van het Eén-debatprogramma De Zevende Dag voor een "historisch pardon" en gaf daarbij aan "naar het staatshoofd te kijken", vanwege de band tussen Congo en Leopold II.
De Congolese bisschop Laurent Monsengwo Pasinya stelde in maart 2019 in een interview met Terzake dat er "belangrijker zaken" zijn in Congo dan koloniale excuses, "zoals de ontwikkeling van het land", zo zei hij. Hij zei zich zorgen te maken dat er door koloniale excuses dan "andere dossiers zouden worden geopend" en dat mensen "te ver" zouden gaan.
In april 2019 werd in Vlaanderen bij de bevolking gepeild naar de mening van de burger over mogelijke excuses aan Congo. Dit gebeurde in de marge naar een peiling van VRT, RTBF, De Standaard en La Libre Belgique naar de kiesintenties voor de verkiezingen van 26 mei 2019. Men peilde naar de mening van de respondenten over volgende stelling: "België moet aan Congo officiële excuses aanbieden voor misdaden begaan tijdens de koloniale periode." 51% van de respondenten verklaarde zich akkoord met deze stelling, 32% was tegen.

### 2020
In navolging van de protesten na de dood van George Floyd in mei 2020 laaide het debat over racisme en discriminatie weer op en kwam de kwestie van mogelijke excuses aan Congo opnieuw in de actualiteit. Opnieuw werden verscheidene standbeelden van Leopold II gevandaliseerd en in Ekeren werd het lokale Leopoldbeeld zodanig beschadigd dat het werd weggevoerd. Deze hernieuwde aandacht leidde in juni 2020 tot een initiatief van Kamervoorzitter Patrick Dewael om een "verzoeningscommissie" op te richten in de Kamer van volksvertegenwoordigers, die zich zou gaan buigen over hoe om te gaan met het koloniale verleden en eventuele excuses aan Congo. Tegelijkertijd spraken politici zoals Joachim Coens (CD&V) en Conner Rousseau (sp.a) zich uit ten voordele van excuses. Coens verwees hierbij uitdrukkelijk naar koning Filip en de federale regering.

### 2021
Een expertenpanel, aangesteld door de bijzondere Kamercommissie 'Congo - Koloniaal Verleden' maakte in oktober 2021 een lijvig rapport op dat aan het parlement werd voorgelegd.

### 2022: Congocommissie
De stemming over het in november opgestelde eindverslag van de commissie, met de 128 aanbevelingen, kon niet doorgaan wegens verzet van Open VLD en de MR. Het meningsverschil draaide om aanbeveling 69 met “excuses”. Ook CD&V wilde het liever houden bij de spijtbetuiging van koning Filip uit 2020. Tegenstanders vreesden voor eisen naar herstelbetalingen, na officiële excuses. Commissievoorzitter Wouter De Vriendt toonde zich zeer teleurgesteld.

## Verwezenlijkte initiatieven

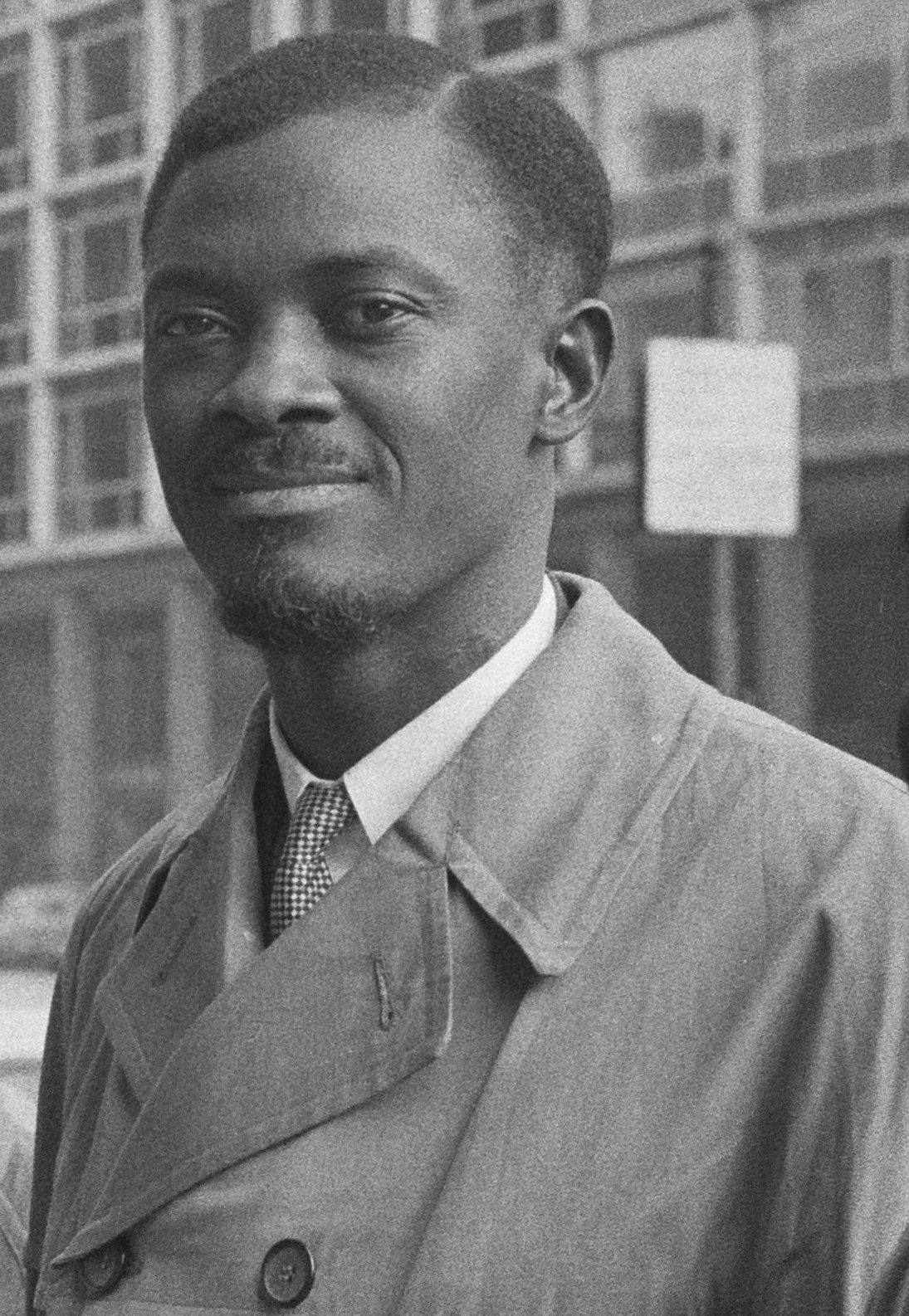
Patrice Lumumba in Brussel in 1960.

### Excuses aan Lumumba-familie
Begin jaren 2000 vond in België een parlementaire onderzoekscommissie plaats die tot doel had de precieze omstandigheden waarin Patrice Lumumba werd vermoord en van de eventuele betrokkenheid daarbij van Belgische politici vast te stellen. Op 16 november 2001 werd het verslag van de commissie uitgebracht. Er werd onder andere geconcludeerd dat België een "morele verantwoordelijkheid" droeg bij de moord op Lumumba. Commissievoorzitter Geert Versnick drong aan op excuses aan de familieleden van Lumumba, en Agalev en Ecolo drongen verder aan op schadevergoedingen die de Congolese bevolking ten goede zouden komen. In 2002 bood toenmalig eerste minister Guy Verhofstadt (VLD) namens België excuses aan voor de betrokkenheid van Belgen bij de moord in 1961 op Patrice Lumumba, de eerste premier van het onafhankelijke Congo. Minister van buitenlandse zaken Louis Michel (MR) legde op 5 februari 2002 een verklaring af in de Kamer van volksvertegenwoordigers waar hij excuses namens de Belgische regering heeft aangeboden aan de families Lumumba, Mpolo, en Okito, en de Congolese bevolking. Michel sprak evenwel niet over "morele verantwoordelijkheid", maar voegde toe dat sommige regeringsleden en andere Belgen duidelijk verantwoordelijk waren voor evenementen die leidden tot de dood van Lumumba.

### Patrice Lumumbasquare
Op 30 juni 2018 huldigde Brussels burgemeester Philippe Close (PS) de Patrice Lumumbasquare in in Brussel nadat de gemeenteraad dit op 23 april 2018 unaniem had goedgekeurd. Dit plein ligt in de buurt van het Troonplein, waar sinds lang een groot standbeeld van koning Leopold II staat.
De verzuchting naar straatnamen van Lumumba bestond ook elders in het land. Het stadsbestuur van Gent gaf in januari 2019 aan dat het tevens een straat of plein naar Lumumba wil noemen. Eerder al hadden activisten de Leopold II-laan onofficieel hernoemd tot 'Patrice Lumumba-laan'. In januari 2021 kondigde het Gentse stadsbestuur aan dat de Leopold II-laan binnen een jaar zou worden hernoemd en Patrice Lumumba werd bovenaan de lijst voor een nieuwe straat of plein in Gent gezet, hoewel nog niet bekend was of de Leopold II-laan zou worden hernoemd naar Patrice Lumumba. Bewoners zouden financiële compensatie krijgen voor de adreswijziging.

### AfricaMuseum
Een in december 2018 gepland bezoek van koning Filip van België aan het pas vernieuwde AfricaMuseum werd afgelast, volgens journalisten omdat het debat nog altijd loopt en koning Filip neutraal wilde blijven in discussies.
Het AfricaMuseum werd begin 20e eeuw opgericht door Filips voorouder koning Leopold II, destijds soeverein en privé-eigenaar van de Onafhankelijke Congostaat, waar een koloniaal schrikbewind werd gevoerd. Het museum kwam voort uit de tijdelijke koloniale tentoonstelling in de marge van de Wereldtentoonstelling van 1897 in Brussel. Wegens de populariteit van de tentoonstelling werd er enkele jaren later een permanente tentoonstelling werd gemaakt: in 1904 werd begonnen met de bouw van een stenen museum (met enkele afdelingen bedoeld voor wetenschappelijk onderzoek in en over Afrika) dat in 1910 werd voltooid. Als onderdeel van de expositie (door latere commentatoren afkeurend een "menselijke dierentuin" genoemd) haalde Leopold II 200 Congolezen naar België om bezoekers het dagelijks leven in de Belgische koloniën te tonen. Dit project liep uit de hand en zeven Congolezen stierven; sinds de heropening van december 2018 worden deze 7 Congolezen herdacht met een informatiebordje.

### Excuses aan de metissenkinderen
59 jaar na de Congolese onafhankelijkheid bood eerste minister Charles Michel (MR) op 3 april 2019 in de Kamer van volksvertegenwoordigers namens België excuses aan de enkele honderden metissenkinderen. Metissenkinderen zijn kinderen van Belgische kolonialen en Congolese moeders, die bij de onafhankelijkheid van Belgisch-Congo en Ruanda-Urundi naar België werden ontvoerd. De Belgisch-Rwandese muzikant Jean Bosco Safari is een van hen.
Kamervoorzitter Siegfried Bracke (N-VA) hield voorafgaand aan de excuses een redevoering waarin hij een historische achtergrondschets gaf van het verhaal van de metissenkinderen en uitlegde dat deze excuses het resultaat waren van verschillende parlementaire resoluties in onder meer het Vlaams Parlement, de Senaat en de Kamer van volksvertegenwoordigers. Vervolgens nam eerste minister Charles Michel het woord. In het halfrond werden zijn excuses onthaald op applaus, zowel onder de volksvertegenwoordigers als onder het publiek. Na diens tussenkomst met de excuses werd de zitting van de Kamer tijdelijk geschorst, waarna er in een commissiezaal van de Kamer een ontmoeting volgde van de Kamervoorzitter en de eerste minister met metissenkinderen en Congokenners. Tijdens de ceremonie waren heel wat metissenkinderen aanwezig op de publiekstribune. Ook diverse Congo-kenners waren aanwezig, zoals de oud-VRT-journalisten William Van Laeken en Walter Zinzen.
Deze excuses kregen ook in het buitenland persaandacht. Het nieuwsbericht werd onder meer opgepikt door de BBC, The Guardian, The Irish Times, het CNN, The New York Times, Le Figaro, de NOS en NRC Handelsblad.

### Excuses Belgische koning aan Congolese president
Op 30 juni 2020, naar aanleiding van de 60e verjaardag van de onafhankelijkheid van de Democratische Republiek Congo, schreef koning Filip van België een historische brief naar de Congolese president Félix Tshisekedi. In deze brief stelde de koning dat: "Deze geschiedenis bestaat uit gemeenschappelijke verwezenlijkingen, maar ook uit pijnlijke episoden. Ten tijde van Congo-Vrijstaat werden geweld- en gruweldaden gepleegd die op ons collectieve geheugen blijven wegen. Gedurende de daaropvolgende koloniale periode werd eveneens leed veroorzaakt en zijn vernederingen toegebracht. Ik houd eraan mijn diepste spijt te betuigen voor die wonden uit het verleden." Het was de eerste keer dat een Belgische koning zich publiekelijk uitsprak over de wandaden in Congo. Deze brief volgde enkele dagen na eerdere oproepen van onder andere Joachim Coens (CD&V) aan de koning om excuses aan Congo aan te bieden. Koning Filip noemde echter niet expliciet de rol van koning Leopold II in de wandaden en sommige activisten beschuldigden hem ervan dat hij geen volledige excuses had gemaakt.